# Pedro Ansúrez
Pedro Ansúrez (? - Valladolid, 1117), senyor de Valladolid, comte de Liébana, Saldaña i Carrión.
Pedro era descendent de la família Beni Gómez, que era una antiga família de comtes documentada des del segle x al nord de Palència i la Liébana. Era fill d'Ansur Díaz i Justa Fernández, es va casar dues vegades, la primera amb la Senyora Eylo, filla del comte Alfonso Muñoz, (una unió li va reportar a Pedro nombroses propietats a la vall de Triguero), i la segona amb Elvira Sánchez.
Va ser uns dels nobles més propers al rei Alfons VI, a qui va acompanyar el 1072 el seu exili a Toledo. Anys més tard, essent Alfons rei de Lleó i Castella, va encarregar a Pedro Ansúrez i a la seva esposa la senyora Eylo la repoblació de Valladolid, cosa que van fer portant diversa gent dels seus comtats de Palència de Saldaña i Carrión. Tanmateix, el creixement de la ciutat no es va produir fins que Alfons VI atorgà el seu senyoriu al comte Pedro Ansúrez, i es va desenvolupar enormement durant la seva vida. Don Pedro va fer-hi construir un palau per a ell i la seva esposa, que no es conserva. També va edificar-hi un hospital i un pont sobre el riu Pisuerga així com edificis religiosos com l'Església de Santa María la Antigua i la Col·legiata de Santa María (a on actualment hi ha la Catedral).
Pedro posseïa les terres que aleshores eren limítrofes amb el Regne de Castella, i que anaven des de la Liébana a Cuéllar on també es tenen notícies de repoblacions seves.
En enviduar la seva filla María del seu marit el comte d'Urgell, Ermengol V, Pedro Ansúrez es va traslladar al comtat català com protector del seu net Ermengol VI. Allà va viure entre els anys 1102 i 1108, i prengué part activa junt amb Ramon Berenguer III a la conquesta de Balaguer.

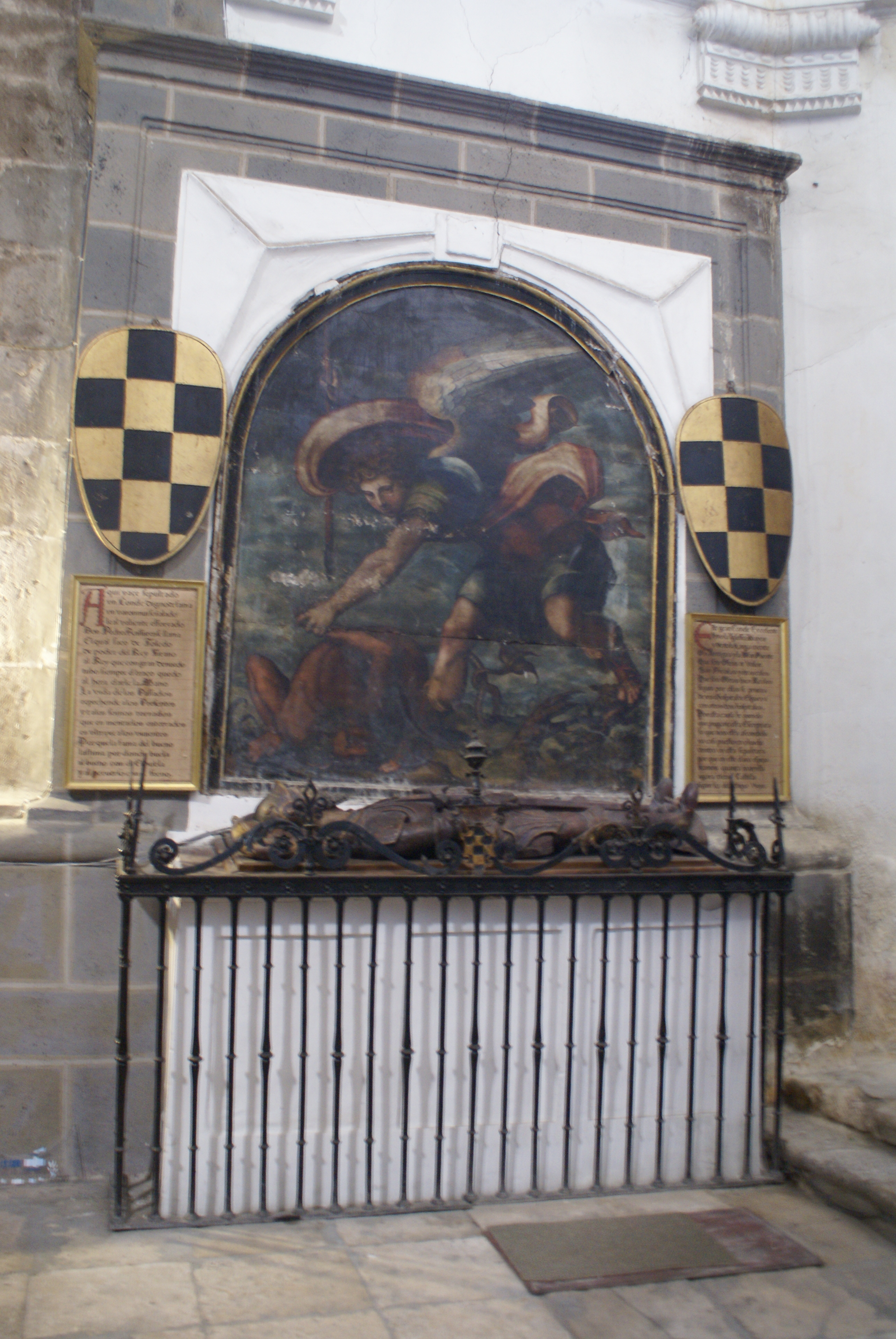
Sepulcre del Comte Ansúrez a catedral de Valladolid
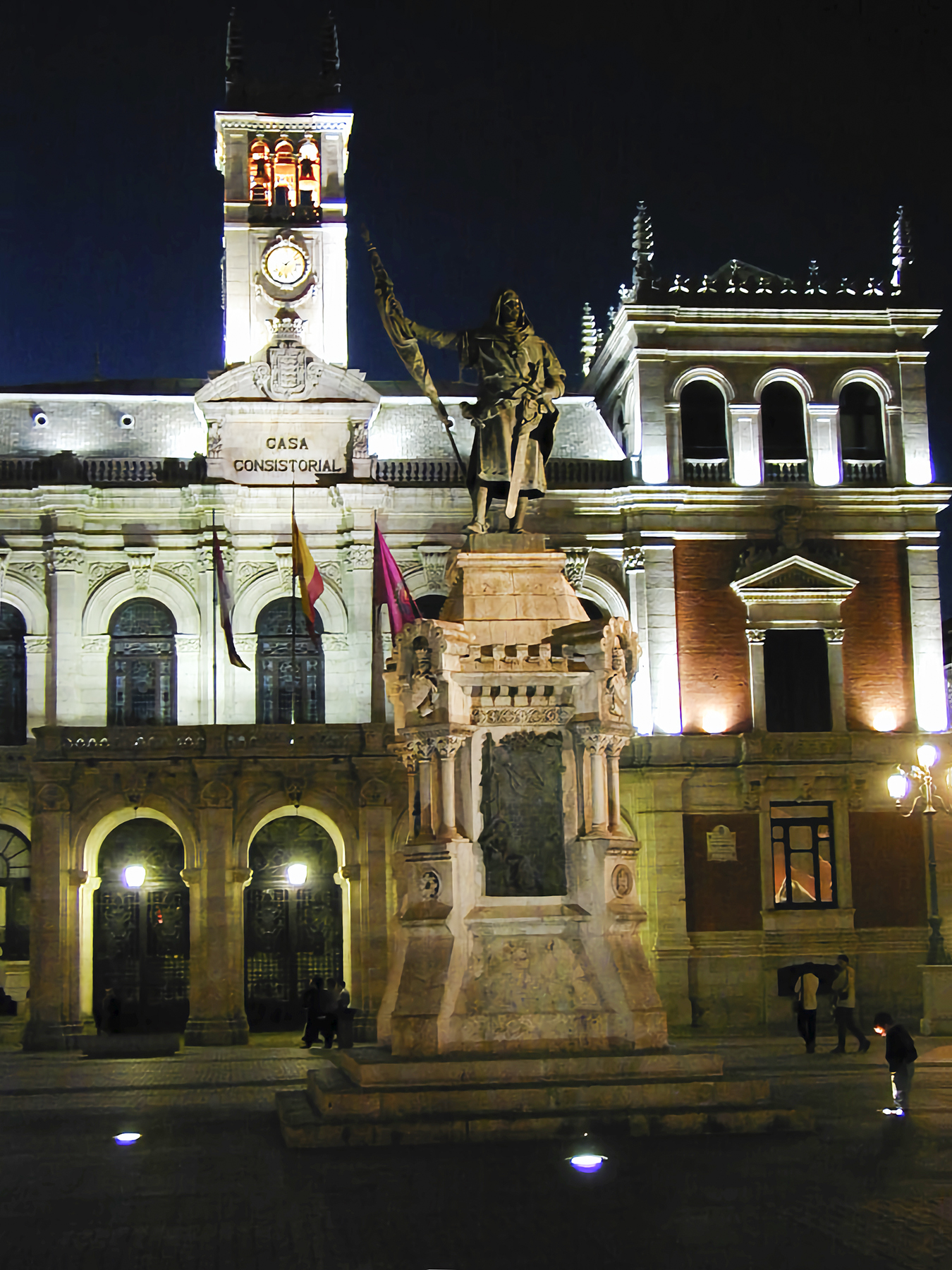
Estàtua dedicada al comte Pedro Ansúrez a la plaça Major a Valladolid
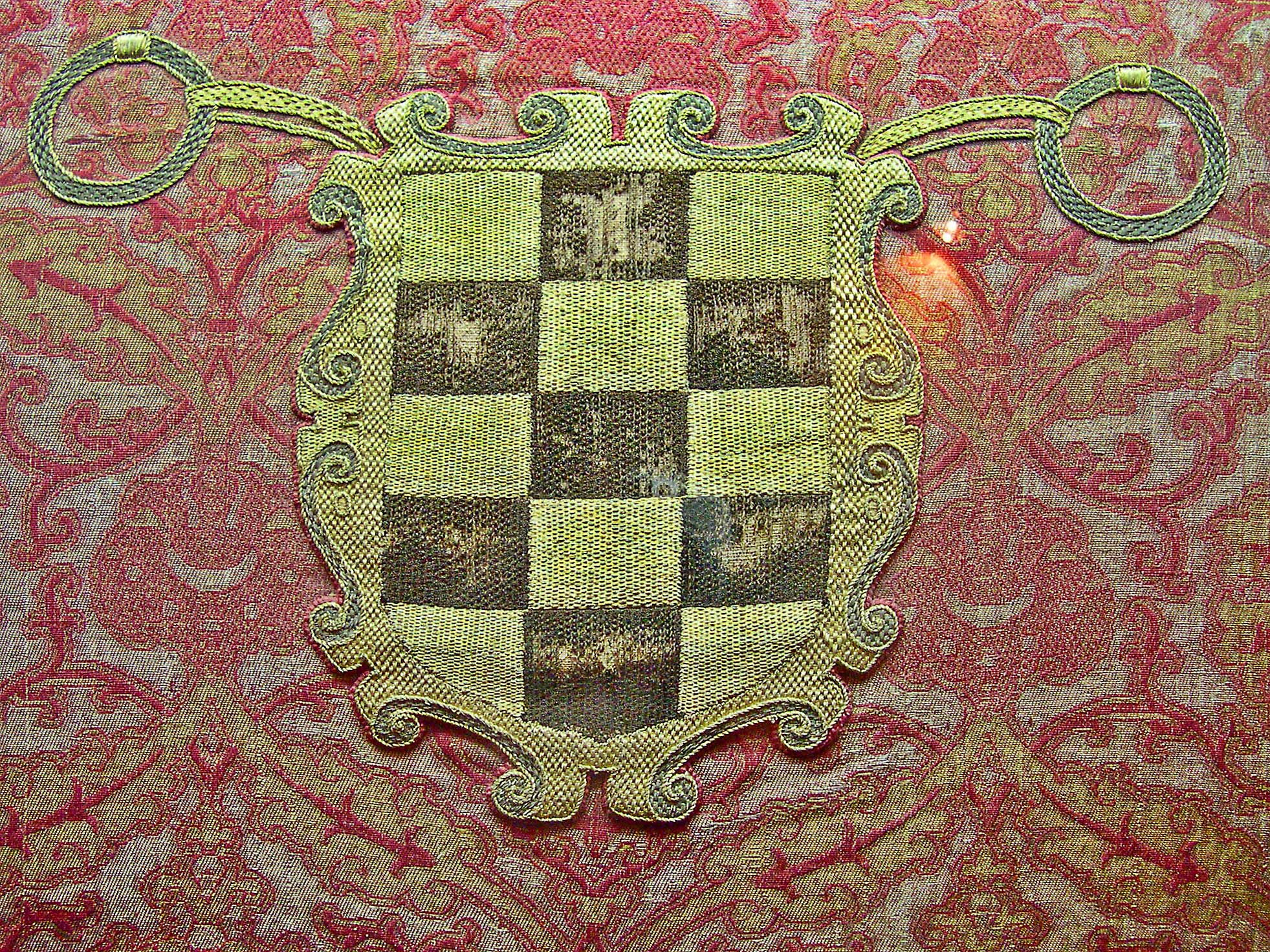
Estendard de comte Pedro Ansúrez, conservat al Museu Arqueològic de Valladolid.
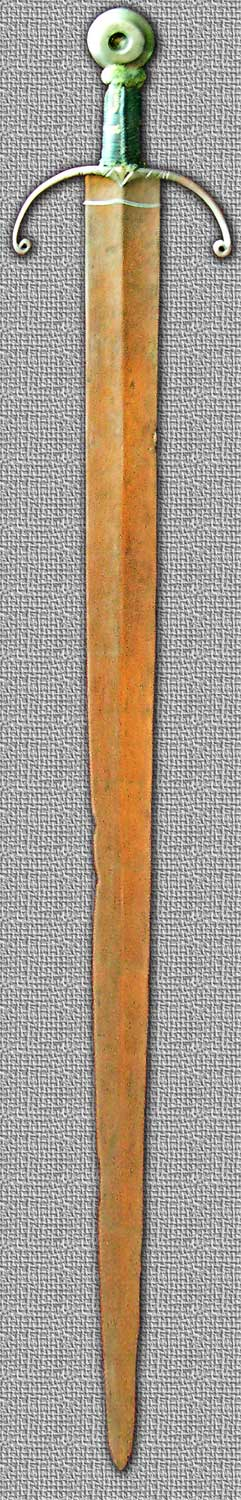
Suposada espasa del Comte Ansúrez

## Descendents
Del seu matrimoni amb Eylo, Alfons va tenir els següents fills.
- Alfonso Pérez, mort a curta edat.
- Fernando Pérez, casat amb Eylo Rodríguez.
- Major Pérez, es va casar en dues ocasions, la primera amb Alvar Fáñez i la segona amb Martín Pérez de Tordesillas.
- María Pérez, casada amb Ermengol V d'Urgell.
- Urraca Pérez, casada amb Sanç.